# Löffel (Musikinstrument)

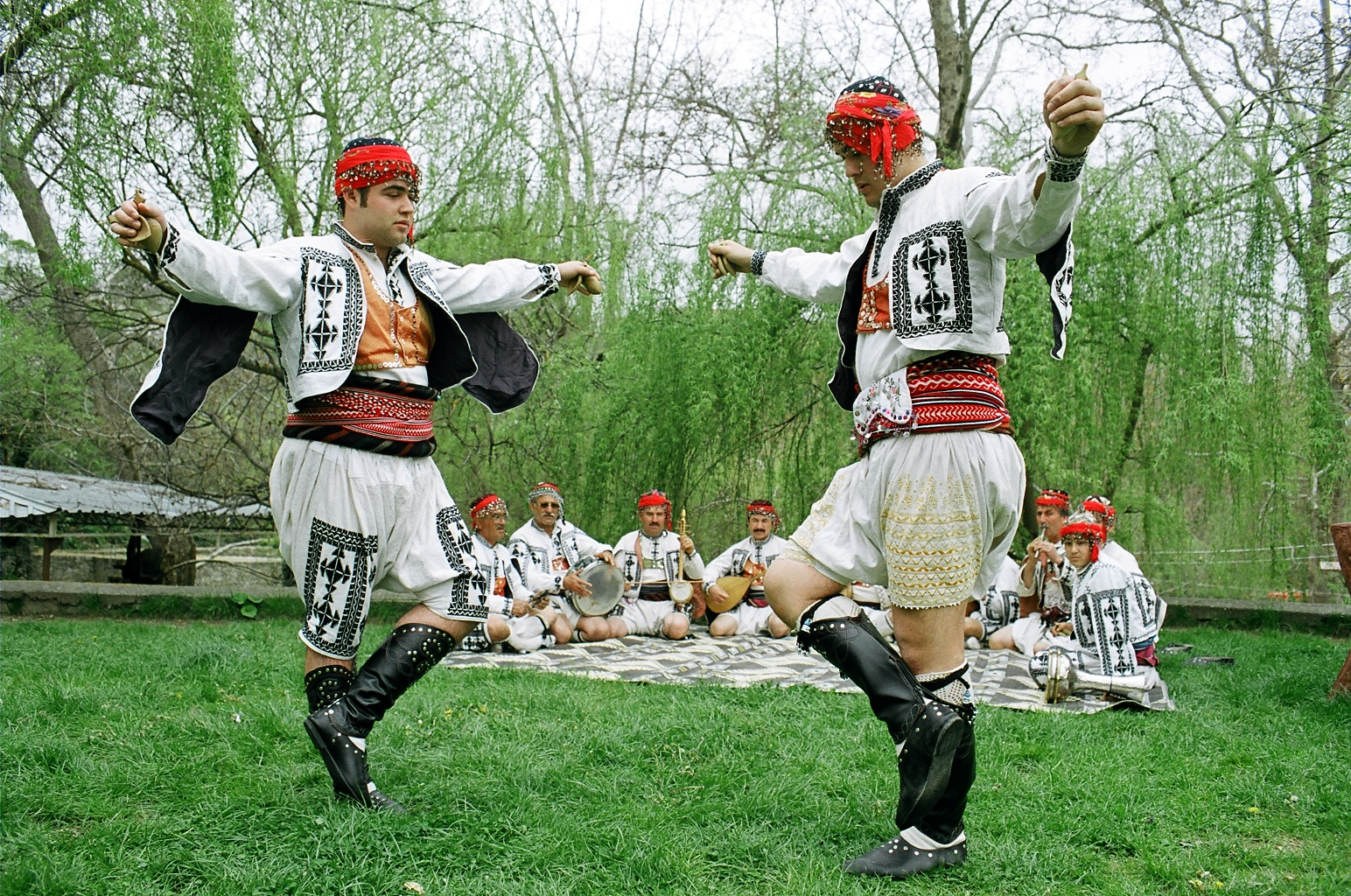
Zeybek-Tanz mit Holzlöffeln (kaşık) in Dursunbey, Westtürkei

Als Perkussionsinstrument verwendete Löffel gehören nach ihrer Tonerzeugung – wenn sie paarweise gegeneinander geschlagen werden – zu den Gegenschlagidiophonen, also Klappern, und – wenn sie gegen einen nichtklingenden Körper geschlagen werden – zu den Aufschlagidiophonen. Löffel aus Metall oder Holz kommen in unterschiedlichen Spielweisen in vielen Kulturen vor. Überwiegend werden sie in der Volksmusik und zur Tanzbegleitung verwendet. Ihr Klang ist metallisch oder dem von Kastagnetten ähnlich.

## Spieltechnik

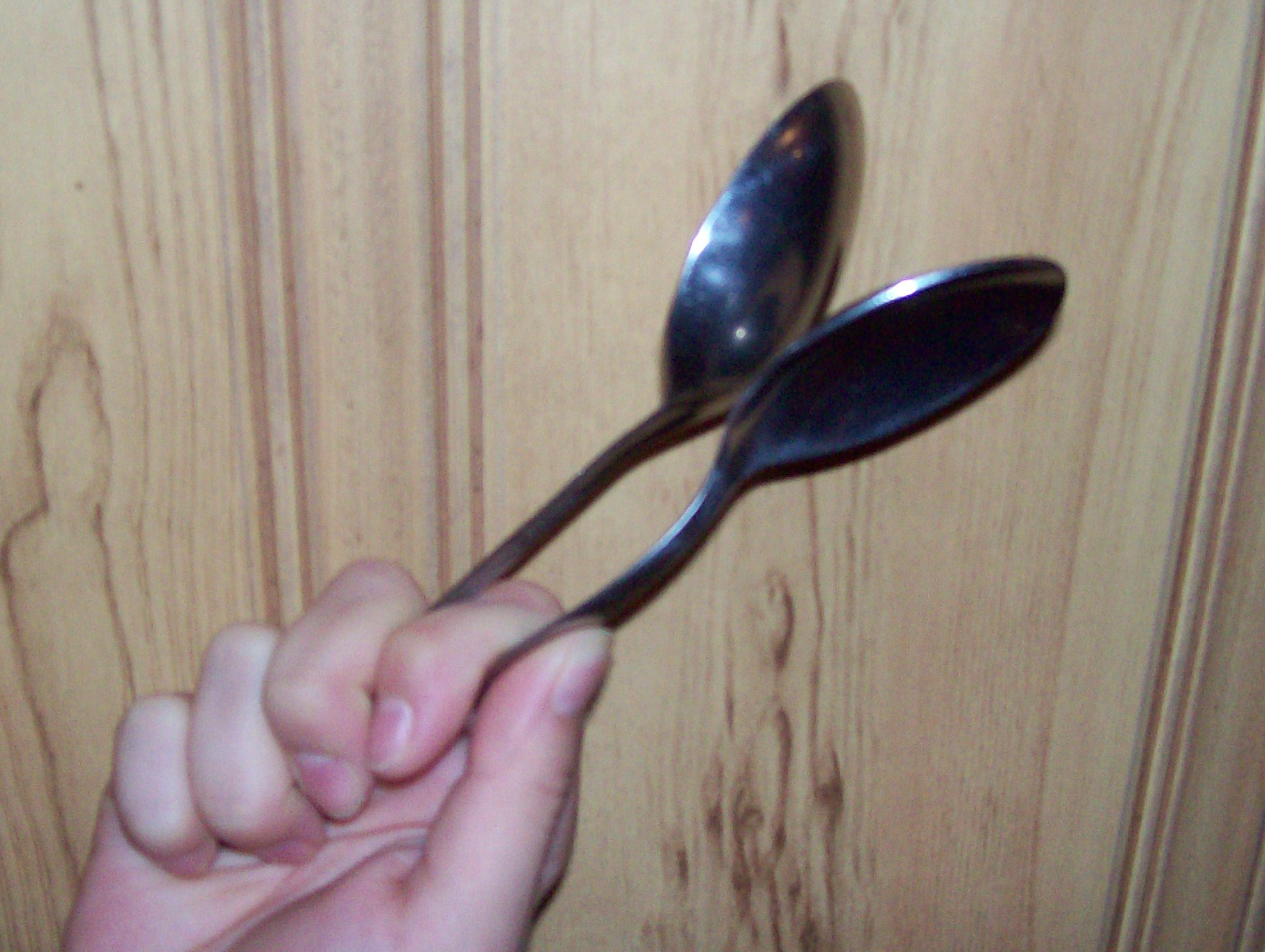
Löffelhaltung hauptsächlich in Europa und den Vereinigten Staaten

In Europa, in Kanada und den Vereinigten Staaten benutzt man zwei übliche Haushaltslöffel oder Holzlöffel, deren Stiele zwischen Daumen, Zeigefinger und Mittelfinger einer Hand eingeklemmt werden, sodass die konvexen Flächen in geringem Abstand zueinander positioniert sind. Trifft der Spieler die andere Hand, einen Oberschenkel oder einen anderen Körperteil, so schlagen die Löffel gegeneinander. Manche Löffelspieler benutzen zwei Löffelpaare gleichzeitig, indem sie das eine Paar in der rechten und das andere Paar in der linken Hand halten. 
In der traditionellen russischen Musik werden meistens drei Löffel benutzt, wobei ein Löffel gegen zwei andere geschlagen wird.

## Klang
Der Klang der Löffel hängt von mehreren Faktoren ab. Zum einen bestimmt das Material, aus dem die Löffel hergestellt sind, die klanglichen Eigenschaften. Die Metalllöffel klingen härter und heller als die Holzlöffel. Bei den Holzlöffeln ist die Holzart für den Klang mitentscheidend. Zum anderen hängt der Klang von der Technik des Spielers ab. So kann man vor allem bei den Holzlöffeln einen hellen und offenen oder einen dunklen und gedämpften Klang erzeugen. Auch die Löffelgröße bestimmt den klanglichen Charakter. 

## Verbreitung

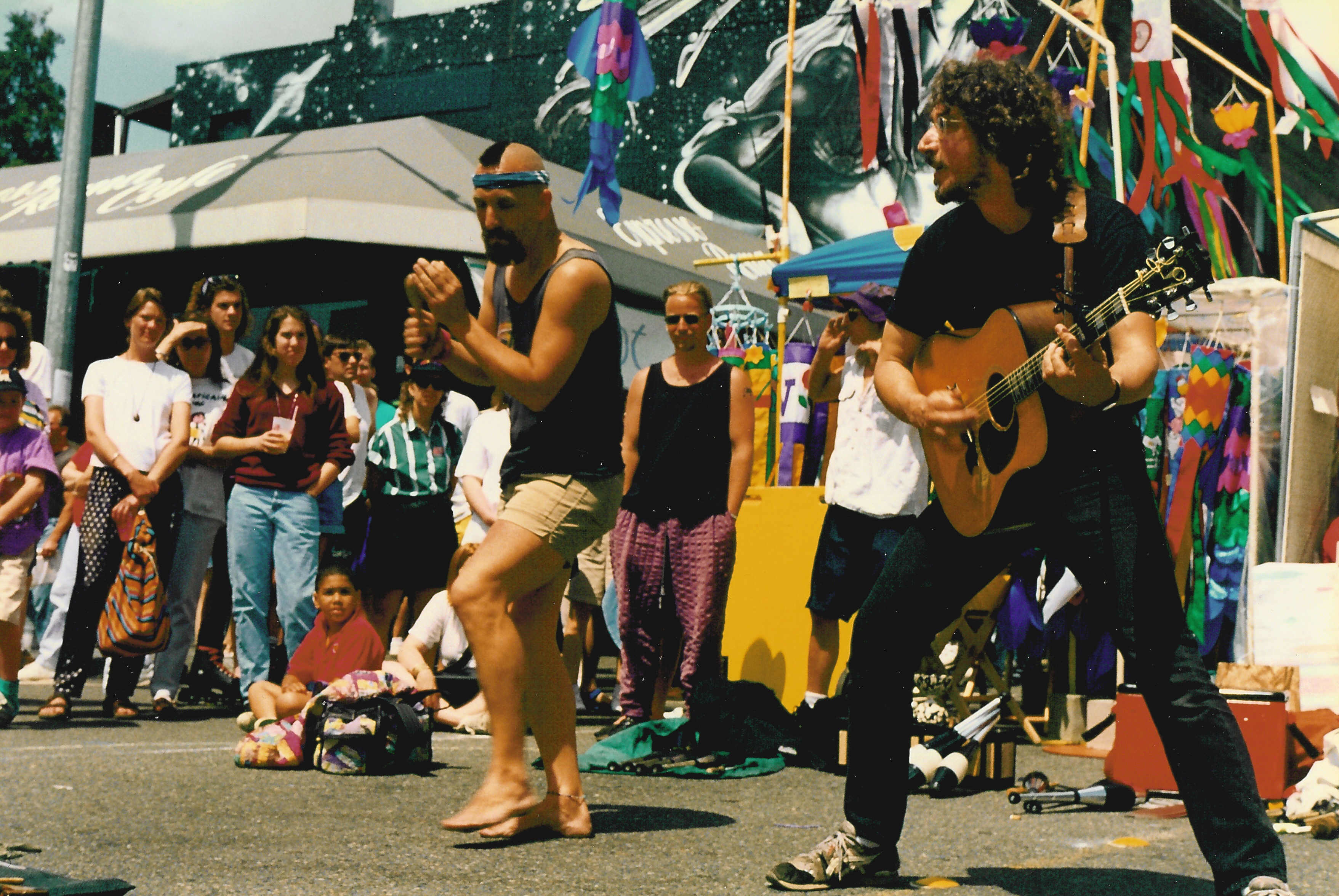
Artis the Spoonman, ein amerikanischer Straßenmusiker mit Löffeln, begleitet vom Gitarristen und Sänger Jim Page, 1993 in Seattle.

Löffel als Musikinstrument sind in der russischen Volksmusik unter dem Namen loschki (russisch Ло́жки, englische Umschrift lozhky) verbreitet. Die Bauern verwendeten sie bereits im 18. Jahrhundert zur Gesangsbegleitung. Meist wurden Löffel bei Festmählern zweckentfremdet und aus der Laune heraus als Perkussionsinstrument benutzt. Ab dem 19. Jahrhundert fertigte man extra fürs Musizieren vorgesehene Löffel an. Diese fanden Verwendung in den folkloristischen Gesangs- und Instrumentalensembles Russlands. In Litauen heißen die Löffel saukstai.
In Irland werden Löffel (Irish spoons) aus Holz oder Metall in der Volksmusik mit enormer Geschwindigkeit gespielt. Traditionell kommen spoons und bones (paarweise gespielte Knochen) ebenso wie die irische Rahmentrommel bodhrán als rhythmische Begleitinstrumente vor.
Zusammen mit einer Maultrommel (französisch guimbarde) werden Löffel in Kanada häufig als Rhythmusinstrumente bei traditionellen Tänzen eingesetzt. Sie begleiten eine solistische Fiddle und den im Chor gesungenen Refrain bei älteren Volksliedern.
In der ländlichen türkischen Volksmusik werden Löffel (kaşık, Plural kaşıklar) aus Holz meist paarweise in jeder Hand zur Tanzbegleitung gespielt, teilweise als einziges Rhythmusinstrument oder in Verbindung mit der Rahmentrommel davul. Die türkischen Löffel werden am oberen Ende gehalten, wobei die Stiele zwischen den Fingern der geballten Hände nach außen ragen. Holzlöffel kommen schwerpunktmäßig im westlichen Zentralanatolien bei „Löffeltänzen“ (kaşık oyunları) zum Einsatz und gelegentlich bei den an der Ägäisküste verbreiteten Zeybek-Tänzen. Aus der städtischen türkischen Unterhaltungsmusik sind Löffel heute verschwunden. Vom 16. bis zum 18. Jahrhundert waren Löffel verbreitet, deren türkischer Name çarpara vom persischen chahār para („vier Teile“) abstammte. In persischen Quellen sind chahār para seit dem 12. Jahrhundert abgebildet, deren Form und Funktion etwa den indischen karatāla (abgeleitet von den antiken crotales), den türkischen Derwisch-Klappern chalpara oder den qarāqib im Maghreb entsprechen.
Das türkische Wort für Löffel, kaşık, kommt in der bosnischen Sprache als kašike und žlice vor. In Bosnien sind die zur Tanzbegleitung verwendeten Löffel aus Metall und mit kleinen Glöckchen ausgestattet. Der Spieler hält in jeder Hand einen Löffel und schlägt sie mit den gewölbten Seiten zusammen.
Löffel findet man außerdem in der amerikanischen Volksmusik. In wenigen alten indonesischen Gamelan wird ein kemanak genanntes löffelähnliches Schlagidiophon aus Bronze verwendet, das aus einem zu einer Röhre eingerollten Blech besteht und nach seiner Form zu den Schlitztrommeln gezählt werden kann. Auf der Insel Java sind die kemanak bananenförmig gebogen, auf Bali sind sie etwas kleiner und gerade.
In der alpenländischen Volksmusik (Alpenländisches Löffelschlagen) oder etwa bei der Löffelpolka werden Löffel verwendet. Es gibt spezielle Musiklöffel aus Holz, die am Griffende miteinander verbunden sind und entweder selbst hergestellt oder im Musikalienhandel gekauft werden.
Vietnamesen spielen gelegentlich metallene Haushaltslöffel (vietnamesisch muỗng) oder einteilige Musiklöffel. Auf den polynesischen Marquesas-Inseln werden Löffel außer in der europäischen Spielweise auch als eine Art Gefäßrassel verwendet. Der Spieler schüttelt eine Flasche, in deren Hals zwei Metalllöffel (tuita) stecken.